# Квапінка
Квапінка (пол. Kwapinka) — село в Польщі, у гміні Рацеховиці Мисленицького повіту Малопольського воєводства.
Населення — 227 осіб (2011).
У 1975-1998 роках село належало до Краківського воєводства.

## Демографія
Демографічна структура станом на 31 березня 2011 року:
|          | Загалом | Допрацездатний вік | Працездатний вік | Постпрацездатний вік |
| -------- | ------- | ------------------ | ---------------- | -------------------- |
| Чоловіки | 103     | 20                 | 70               | 13                   |
| Жінки    | 124     | 26                 | 69               | 29                   |
| Разом    | 227     | 46                 | 139              | 42                   |